# Route nationale 55 (France)
Pour les articles homonymes, voir Route nationale 55.
La route nationale 55, ou RN 55, est une ancienne route nationale française reliant Metz à Sarrebourg via Delme et Château-Salins.
À Metz, la rue où se situe la Borne 1 se nomme Avenue de Strasbourg, car, bien que cette route n'arrive qu'à Sarrebourg, on peut tout de même arriver à Strasbourg.
Elle a été déclassée en RD 955 dans les années 1970.
La portion de la route comprise entre l'échangeur avec la RN 431 et Liéhon a été transformée en voie rapide.

## Tracés

### De Metz à Sarrebourg
- Metz (Avenue de Strasbourg, km 0)
- Solgne (km 20)
- Liocourt (km 27)
- Puzieux (km 30)
- Delme (km 32)
- Château-Salins (km 44)
- Moyenvic (km 51)
- Lezey (km 57)
- Bourdonnay (km 65)
- Maizières-lès-Vic (km 69)
- Azoudange (km 72)
- Sarrebourg (km 85)

### Voie express
- Carrefour giratoire entre D910 et D955 :

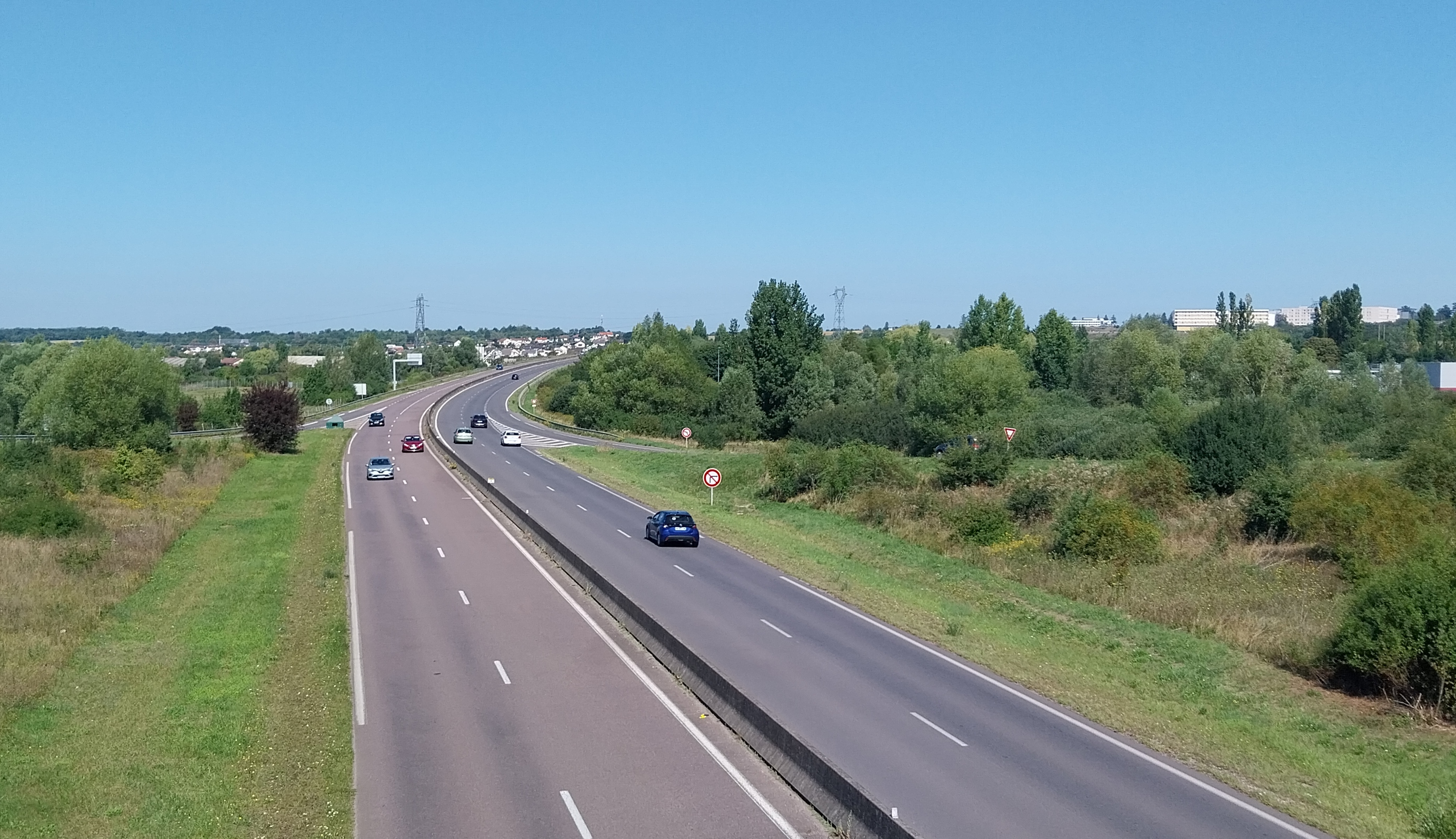
La D955, voie rapide à hauteur de Jury.

  - D955 : Strasbourg, Château-Salins, Delme, Solgne
  - D910 : Saint-Avold, Morhange, Faulquemont, Luppy
  - D910 : Pont-à-Mousson, Buchy, Vigny, Aéroport Régional de Lorraine, Gare SNCF Lorraine TGV
  - D955 : Metz, Silly-en-Saulnois
- Portion à 2x1 voie, sans séparation centrale.
- Intersection avec la D71 : Silly-en-Saulnois ; Aube, Beux
- Portion à 2x1 voie, sans séparation centrale.
- Intersection avec la D155E : Liéhon
- Début de 2x2 voies.
- D67 : Chérisey, Pontoy
- D70 : Mecleuves, Chesny, Orny
- D155B : Chesny, Jury, ZA de Peltre
- D : Peltre, Centre Hospitalier Régional de Metz, Centre Foires et Congrès
- à 200 m. Avant séparation de la 2x2 voies, avant giratoire.
- Séparation de la 2x2 voies, avant giratoire :
  - Vers N431 :  Paris,  Luxembourg,  Sarrebruck (Allemagne), Metz-Centre, Metz-Technopôle
  - Vers D955 :  Nancy, Marly, Metz-Grigy, Centre Pompidou